# Cattedrale di San Giuseppe (Dunedin)
La cattedrale di San Giuseppe (in inglese: St. Joseph's Cathedral) è il principale luogo di culto cattolico della città di Dunedin, in Nuova Zelanda, e sede vescovile della diocesi di Dunedin.

## Storia
La chiesa neogotica è stata progettata dall'architetto Francis Petre. La costruzione della cattedrale è iniziata nel 1878, durante l'episcopato del vescovo Patrick Moran. La chiesa è stata inaugurata nel febbraio 1886 ed è stata completata nel maggio dello stesso anno. 
La cattedrale ha subito diverse modifiche nel corso degli anni, tra cui la più importante è stata la rimozione dell'altare maggiore per via dell'adeguamento liturgico delle chiese. L'altare laterale è stato smantellato nei primi mesi del 1970 ed è stato trasferito nella cappella del Santissimo Sacramento, dove funge da tabernacolo.